# Pécs felső vasútállomás
Pécs felső vasútállomás Pécs Újhegy városrészében található megszűnt vasútállomás a Pécs–Bátaszék-vasútvonalon, melyet a MÁV üzemeltetett.

## Története
A vonalon 1911. július 1-jén indult el a forgalom, Pécs felsőt is ekkor adták át Mecsekszabolcs néven.
2009. december 13-ától a vasútvonalon megszűnt a személyszállítás.

## Megközelítése
A megállóhely a pécsi Újhegytől északra található, az Eperfás útnál. A közelben található a 6-os főút, ahol az alábbi autóbuszjáratok közlekednek:
- Eperfás út:  13, 13E, 13Y, 14, 14Y, 15, 15A, 25, 26, 60A, 102, 102Y, 104, 104A, 104E, 104Y
 Helyközi autóbuszok

## Kapcsolódó állomások
A vasútállomáshoz az alábbi állomások vannak a legközelebb:
- Pécsújhegy megállóhely
- Pécs-Vasas megállóhely

## Forgalom
Megszűnése előtt a vonalon napi 5-6 vonatpár közlekedett, Pécs felsőn minden szerelvény megállt.